# Pelopsz spártai király
Pelopsz vagy Pelopasz (Πέλοπας, ? – Kr. e. 206) Lükurgosz spártai király fia volt. Uralkodása Kr. e. 210-től, Kr. e. 206-ig tartott. 
Apja halála után Pelopsz került hatalomra, nagyon fiatalon (Kr. e. 210). Nem is mondható kifejezetten uralkodásnak a kinevezése, mert Makhanidasz (ismeretlen származású, a királyi család valamiféle rokona) kormányozta az országot. 
Makhanidasz azonban néhány év múlva meghalt, így a tényleges régensi hatalom Nabisz kezébe került. Ez valószínűleg Kr. e. 207-ben történt. 
Egy évvel később Kr. e. 206-ban Pelopsz, Spárta utolsó előtti királya fiatalon elhunyt.
| Előző uralkodó: Lükurgosz | Spárta eurüpóntida királya Kr. e. 210 – Kr. e. 206 | Következő uralkodó: Nabisz |